# Pinós
Pinós es un municipio español perteneciente a la provincia de Lérida, situado en el sureste de la comarca catalana del Solsonés y lindando con la Noya y el Bages. A mediados del siglo XIX se denominaba Pinós y Mata de Porros; en esa época incorporó los antiguos municipios de Matamargo, Sangra y Vallmanya. En este municipio, también se encuentra el centro de Cataluña.

## Localidades del municipio
- Ardèvol
- Matamargó
- Pinós
- Sant Just d'Ardèvol
- Vallmanya

Además, hay un despoblado, Malagarriga, que es un enclave en la provincia de Barcelona.

## Demografía
Cuenta con una población de 277 habitantes (INE 2024).
| Gráfica de evolución demográfica de Pinós entre 1842 y 2021 |
| |
| Población de derecho según los censos de población del INE Población de hecho según los censos de población del INEEn estos censos se denominaba Pinós y Mata de Porros: 1842 Entre el censo de 1857 y el anterior, crece el término del municipio porque incorpora a 255233 (Matamargo), 255328 (Sangra), 255384 (Vallmanya) |

| 1900 | 1930 | 1950 | 1970 | 1981 | 1986 |
| ---- | ---- | ---- | ---- | ---- | ---- |
| 625  | 934  | 904  | 525  | 466  | 396  |